# 19. etape af Giro d'Italia 2018
19. etape af Giro d'Italia 2018 gik fra Venaria Reale til Bardonnèche 25. maj 2018. 
Chris Froome tog sin anden etapesejr og førertrøjen. Den førende rytter før etapen, Simon Yates, tabte over 38 minutter.

## Etaperesultater
| \| Etaperesultat \| Etaperesultat \| Etaperesultat \| Etaperesultat \| Etaperesultat \| \| Rytter \| Rytter \| Hold \| Tid \| \| \| ------------- \| --------------------- \| -------------- \| ------------- \| ------------- \| \| 1. \| Chris Froome \| Team Sky \| 5t 12' 26" \| \| \| 2. \| Richard Carapaz \| Movistar Team \| + 3' 00" \| \| \| 3. \| Thibaut Pinot \| Groupama-FDJ \| + 3' 07" \| \| \| 4. \| Miguel Ángel López \| Astana \| + 3' 12" \| \| \| 5. \| Tom Dumoulin \| Team Sunweb \| + 3' 23" \| \| \| 6. \| Sébastien Reichenbach \| Groupama-FDJ \| + 6' 13" \| \| \| 7. \| Davide Formolo \| Bora-Hansgrohe \| + 8' 22" \| \| \| 8. \| Sam Oomen \| Team Sunweb \| + 8' 23" \| \| \| 9. \| Patrick Konrad \| Bora-Hansgrohe \| + 8' 23" \| \| \| 10. \| Pello Bilbao \| Astana \| + 8' 23" \| \| |                       |                |            |
| |                       |                |            |
| Kilde: ProCyclingStats |                       |                |            |
| Etaperesultat |                       |                |            |
| Rytter | Rytter                | Hold           | Tid        |
| 1. | Chris Froome          | Team Sky       | 5t 12' 26" |
| 2. | Richard Carapaz       | Movistar Team  | + 3' 00"   |
| 3. | Thibaut Pinot         | Groupama-FDJ   | + 3' 07"   |
| 4. | Miguel Ángel López    | Astana         | + 3' 12"   |
| 5. | Tom Dumoulin          | Team Sunweb    | + 3' 23"   |
| 6. | Sébastien Reichenbach | Groupama-FDJ   | + 6' 13"   |
| 7. | Davide Formolo        | Bora-Hansgrohe | + 8' 22"   |
| 8. | Sam Oomen             | Team Sunweb    | + 8' 23"   |
| 9. | Patrick Konrad        | Bora-Hansgrohe | + 8' 23"   |
| 10. | Pello Bilbao          | Astana         | + 8' 23"   |

## Samlet
| \| Samlede stilling \| Samlede stilling \| Samlede stilling \| Samlede stilling \| Samlede stilling \| \| Rytter \| Rytter \| Hold \| Tid \| \| \| ---------------- \| ------------------ \| ---------------- \| ---------------- \| ---------------- \| \| 1. \| Chris Froome \| Team Sky \| 80t 21' 59" \| \| \| 2. \| Tom Dumoulin \| Team Sunweb \| + 40" \| \| \| 3. \| Thibaut Pinot \| Groupama-FDJ \| + 4' 17" \| \| \| 4. \| Miguel Ángel López \| Astana \| + 4' 57" \| \| \| 5. \| Richard Carapaz \| Movistar Team \| + 5' 44" \| \| \| 6. \| Domenico Pozzovivo \| Bahrain-Merida \| + 8' 03" \| \| \| 7. \| Pello Bilbao \| Astana \| + 11' 08" \| \| \| 8. \| Patrick Konrad \| Bora-Hansgrohe \| + 12' 19" \| \| \| 9. \| George Bennett \| LottoNL-Jumbo \| + 12' 35" \| \| \| 10. \| Sam Oomen \| Team Sunweb \| + 14' 18" \| \| |                    |                |             |
| |                    |                |             |
| Kilde: ProCyclingStats |                    |                |             |
| Samlede stilling |                    |                |             |
| Rytter | Rytter             | Hold           | Tid         |
| 1. | Chris Froome       | Team Sky       | 80t 21' 59" |
| 2. | Tom Dumoulin       | Team Sunweb    | + 40"       |
| 3. | Thibaut Pinot      | Groupama-FDJ   | + 4' 17"    |
| 4. | Miguel Ángel López | Astana         | + 4' 57"    |
| 5. | Richard Carapaz    | Movistar Team  | + 5' 44"    |
| 6. | Domenico Pozzovivo | Bahrain-Merida | + 8' 03"    |
| 7. | Pello Bilbao       | Astana         | + 11' 08"   |
| 8. | Patrick Konrad     | Bora-Hansgrohe | + 12' 19"   |
| 9. | George Bennett     | LottoNL-Jumbo  | + 12' 35"   |
| 10. | Sam Oomen          | Team Sunweb    | + 14' 18"   |

| Pointkonkurrence | Pointkonkurrence  | Pointkonkurrence              | Pointkonkurrence | Pointkonkurrence |
| Rytter           | Rytter            | Hold                          | Point            |                  |
| ---------------- | ----------------- | ----------------------------- | ---------------- | ---------------- |
| 1.               | Elia Viviani      | Quick-Step Floors             | 290 point        |                  |
| 2.               | Sam Bennett       | Bora-Hansgrohe                | 232 point        |                  |
| 3.               | Davide Ballerini  | Androni Giocattoli-Sidermec   | 119 point        |                  |
| 4.               | Simon Yates       | Mitchelton-Scott              | 113 point        |                  |
| 5.               | Sacha Modolo      | EF Education First-Drapac     | 110 point        |                  |
| 6.               | Marco Frapporti   | Androni Giocattoli-Sidermec   | 109 point        |                  |
| 7.               | Danny van Poppel  | LottoNL-Jumbo                 | 107 point        |                  |
| 8.               | Niccolò Bonifazio | Bahrain-Merida                | 93 point         |                  |
| 9.               | Tom Dumoulin      | Team Sunweb                   | 73 point         |                  |
| 10.              | Eugert Zhupa      | Wilier Triestina-Selle Italia | 64 point         |                  |

| Ungdomskonkurrence | Ungdomskonkurrence    | Ungdomskonkurrence          | Ungdomskonkurrence | Ungdomskonkurrence |
| Rytter             | Rytter                | Hold                        | Tid                |                    |
| ------------------ | --------------------- | --------------------------- | ------------------ | ------------------ |
| 1.                 | Miguel Ángel López    | Astana                      | 80t 26' 56"        |                    |
| 2.                 | Richard Carapaz       | Movistar Team               | + 47"              |                    |
| 3.                 | Sam Oomen             | Team Sunweb                 | + 9' 21"           |                    |
| 4.                 | Maximilian Schachmann | Quick-Step Floors           | + 57' 10"          |                    |
| 5.                 | Valerio Conti         | UAE Team Emirates           | + 1t 09' 07"       |                    |
| 6.                 | Fausto Masnada        | Androni Giocattoli-Sidermec | + 1t 15' 23"       |                    |
| 7.                 | Matej Mohorič         | Bahrain-Merida              | + 1t 26' 21"       |                    |
| 8.                 | Felix Großschartner   | Bora-Hansgrohe              | + 1t 27' 15"       |                    |
| 9.                 | Jack Haig             | Mitchelton-Scott            | + 1t 29' 13"       |                    |
| 10.                | Quentin Jauregui      | AG2R La Mondiale            | + 1t 44' 50"       |                    |

| Bjergkonkurrence | Bjergkonkurrence   | Bjergkonkurrence | Bjergkonkurrence | Bjergkonkurrence |
| Rytter           | Rytter             | Hold             | Point            |                  |
| ---------------- | ------------------ | ---------------- | ---------------- | ---------------- |
| 1.               | Chris Froome       | Team Sky         | 123 point        |                  |
| 2.               | Simon Yates        | Mitchelton-Scott | 91 point         |                  |
| 3.               | Thibaut Pinot      | Groupama-FDJ     | 70 point         |                  |
| 4.               | Richard Carapaz    | Movistar Team    | 65 point         |                  |
| 5.               | Giulio Ciccone     | Bardiani CSF     | 52 point         |                  |
| 6.               | Tom Dumoulin       | Team Sunweb      | 49 point         |                  |
| 7.               | Esteban Chaves     | Mitchelton-Scott | 47 point         |                  |
| 8.               | Domenico Pozzovivo | Bahrain-Merida   | 40 point         |                  |
| 9.               | Matteo Montaguti   | AG2R La Mondiale | 37 point         |                  |
| 10.              | Miguel Ángel López | Astana           | 37 point         |                  |

| Holdkonkurrence | Holdkonkurrence   | Holdkonkurrence | Holdkonkurrence |
| Hold            | Hold              | Tid             |                 |
| --------------- | ----------------- | --------------- | --------------- |
| 1.              | Sky               | 241t 43' 08"    |                 |
| 2.              | Astana            | + 17' 06"       |                 |
| 3.              | Groupama-FDJ      | + 39' 16"       |                 |
| 4.              | Bora-Hansgrohe    | + 49' 50"       |                 |
| 5.              | Team Sunweb       | + 1t 06' 32"    |                 |
| 6.              | AG2R La Mondiale  | + 1t 19' 30"    |                 |
| 7.              | Movistar Team     | + 1t 33' 30"    |                 |
| 8.              | Lotto NL-Jumbo    | + 1t 47' 53"    |                 |
| 9.              | Mitchelton-Scott  | + 1t 53' 30"    |                 |
| 10.             | UAE Team Emirates | + 2t 04' 52"    |                 |